# دانشجوی پاره‌وقت
دانشجوی پاره‌وقت دانشجویی غیر سنتی است که معمولاً پس از رسیدن به بلوغ جسمی، در حالی که خارج از دانشگاه زندگی می کند و دارای مسئولیت های مرتبط با خانواده و/یا شغل است، تحصیلات عالی را دنبال می کند.  دانشجویان پاره وقت بر اساس اخذ واحدهای درسی کمتر در یک ترم نسبت به دانشجویان تمام وقت مشخص میشوند. دانشجویان پاره وقت ممکن است به دلایل مختلف تحصیل پاره وقت را انتخاب کنند. یکی از مزایای ادامه تحصیلات عالی به عنوان یک دانشجوی پاره وقت، فرصتی برای ایجاد تعادل بین یادگیری در کنار کار، خانواده و سایر تعهدات شخصی است.  هر برنامه ای امکان ثبت نام برای دانشجویان پاره وقت را نخواهد داشت. انتخاب برنامه هایی که به صورت پاره وقت در دسترس هستند بسته به موسسات تحصیلی متفاوت خواهد بود.